# Liste der Baudenkmale in Wilhelmshaven-Innenstadt
In der Liste der Baudenkmale in Wilhelmshaven-Innenstadt sind die Baudenkmale im Stadtteil Innenstadt der kreisfreien Stadt Wilhelmshaven in Niedersachsen aufgelistet. Die Quelle der Baudenkmale ist der Denkmalatlas Niedersachsen.

## Allgemein
In den Spalten befinden sich folgende Informationen:
- Lage: die Adresse des Baudenkmales und die geographischen Koordinaten. Kartenansicht, um Koordinaten zu setzen. In der Kartenansicht sind Baudenkmale ohne Koordinaten mit einem roten Marker dargestellt und können in der Karte gesetzt werden. Baudenkmale ohne Bild sind mit einem blauen Marker gekennzeichnet, Baudenkmale mit Bild mit einem grünen Marker.
- Bezeichnung: Bezeichnung des Baudenkmales
- Beschreibung: die Beschreibung des Baudenkmales. Unter § 3 Abs. 2 NDSchG werden Einzeldenkmale und unter § 3 Abs. 3 NDSchG Gruppen baulicher Anlagen und deren Bestandteile ausgewiesen.
- ID: die Objekt-ID des Baudenkmales
- Bild: ein Bild des Baudenkmales, ggf. zusätzlich mit einem Link zu weiteren Fotos des Baudenkmals im Medienarchiv Wikimedia Commons. Wenn man auf das Kamerasymbol klickt, können Fotos zu Baudenkmalen aus dieser Liste hochgeladen werden:

## Liste
Baudenkmale im Wilhelmshavener Stadtteil Innenstadt.

| Lage                                                          | Bezeichnung                                     | Beschreibung                                                                                                   | ID       | Bild           |
| ------------------------------------------------------------- | ----------------------------------------------- | --- | -------- | -------------- |
| Luisenstraße 1 53° 30′ 53″ N, 8° 6′ 29″ O                     | Städtisches Lagerhaus                           | Lagergebäude                                                                                                   | 35143327 |                |
| Luisenstraße 5 53° 30′ 55″ N, 8° 6′ 28″ O                     | Bremisch-Hannoversche-Kleinbahn                 | Verwaltungsgebäude (Baudenkmal-Gruppe Schlachthofanlage (Bant))                                                | 35157287 |                |
| Jadeallee 53° 30′ 55″ N, 8° 6′ 53″ O                          | Deichbrücke                                     | Baudenkmal-Gruppe Deichbrücke (besteht aus Brücke, Brückenwärterhaus, Wohnhaus)                                | 35136171 |                |
| Jadeallee 53° 30′ 54″ N, 8° 6′ 54″ O                          | Deichbrücke                                     | Drehbrücke, ehemals Eisenbahnbrücke (Baudenkmal-Gruppe Deichbrücke) wurde bis 2024 saniert                     | 35156799 | Weitere Bilder |
| Jadestraße 28 53° 30′ 55″ N, 8° 6′ 54″ O                      | Brückenwärterhaus                               | Brückenwärterhaus (Baudenkmal-Gruppe Deichbrücke)                                                              | 35157123 |                |
| Jadestraße 28 53° 30′ 55″ N, 8° 6′ 52″ O                      | Wohnhaus                                        | Brückenwärterwohnhaus Deichbrücke (Baudenkmal-Gruppe Deichbrücke)                                              | 35157090 | BW             |
| Ahrstraße 24 53° 30′ 52″ N, 8° 8′ 5″ O                        | Wasserversorgung („Pumpwerk I“)                 | Pumpwerk | 35141269 |                |
| Huntestraße/Ahrstraße 53° 30′ 51″ N, 8° 8′ 2″ O               | Wohnhausgruppe „Feuerwehrhäuser“                | Baudenkmal-Gruppe aus 6 Doppelhäusern, in den 1870er Jahren für die Angehörigen der Werftfeuerwehr errichtet   | 35135492 | BW             |
| Ahrstraße 25; Huntestraße 1 53° 30′ 52″ N, 8° 8′ 3″ O         | Doppelhaus                                      | Wohnhaus (Baudenkmal-Gruppe Wohnhausgruppe „Feuerwehrhäuser“)                                                  | 35149269 |                |
| Ahrstraße 27; Huntestraße 2 53° 30′ 51″ N, 8° 8′ 3″ O         | Doppelhaus                                      | Wohnhaus (Baudenkmal-Gruppe Wohnhausgruppe „Feuerwehrhäuser“)                                                  | 35149296 |                |
| Huntestraße 3/5(3A/5A) 53° 30′ 52″ N, 8° 8′ 1″ O              | Doppelhaus                                      | Wohnhaus (Baudenkmal-Gruppe Wohnhausgruppe „Feuerwehrhäuser“)                                                  | 35149324 |                |
| Huntestraße 4/6 53° 30′ 51″ N, 8° 8′ 1″ O                     | Doppelhaus                                      | Wohnhaus (Baudenkmal-Gruppe Wohnhausgruppe „Feuerwehrhäuser“)                                                  | 35149350 |                |
| Moselstraße 1 53° 30′ 51″ N, 8° 7′ 58″ O                      | Wohnhaus                                        | ehem. Schleusenwärterhaus                                                                                      | 35143901 |                |
| Moselstraße 53° 30′ 57″ N, 8° 7′ 57″ O                        | Wohnhausgruppe Moselstraße                      | Baudenkmal-Gruppe                                                                                              | 35135475 | BW             |
| Moselstraße 12 53° 30′ 57″ N, 8° 7′ 57″ O                     | Wohnhaus                                        | (Baudenkmal-Gruppe Wohnhausgruppe Moselstraße)                                                                 | 35149742 |                |
| Moselstraße 14 53° 30′ 57″ N, 8° 7′ 57″ O                     | Wohnhaus                                        | (Baudenkmal-Gruppe Wohnhausgruppe Moselstraße)                                                                 | 35149767 |                |
| Moselstraße 16 53° 30′ 57″ N, 8° 7′ 57″ O                     | Wohnhaus                                        | (Baudenkmal-Gruppe Wohnhausgruppe Moselstraße)                                                                 | 35149792 |                |
| Moselstraße 20 53° 31′ 0″ N, 8° 7′ 58″ O                      | Wohnhaus                                        | ehem. Kommandantur                                                                                             | 35143926 |                |
| Moselstraße 22 53° 31′ 0″ N, 8° 7′ 58″ O                      | Wohnhaus                                        | | 35143953 |                |
| Wupperstraße 3 53° 30′ 56″ N, 8° 8′ 1″ O                      | Mehrfamilienwohnhaus                            | Wohnhaus | 35146221 | BW             |
| Ahrstraße 21; Weserstraße 2 53° 30′ 53″ N, 8° 8′ 4″ O         | Doppelhaus                                      | Wohnhaus (Baudenkmal-Gruppe Wohnhausgruppe "Feuerwehrhäuser")                                                  | 35149082 |                |
| Weserstraße 4/6 53° 30′ 53″ N, 8° 8′ 1″ O                     | Doppelhaus                                      | Wohnhaus (Baudenkmal-Gruppe Wohnhausgruppe "Feuerwehrhäuser")                                                  | 35150239 |                |
| Weserstraße 12 53° 30′ 54″ N, 8° 7′ 55″ O                     | Mehrfamilienwohnhaus                            | Wohnhaus | 35145887 |                |
| Weserstraße 15 53° 30′ 55″ N, 8° 7′ 53″ O                     | Mehrfamilienwohnhaus                            | Wohnhaus | 35145914 |                |
| Nahestraße 9 53° 30′ 56″ N, 8° 7′ 44″ O                       | Mehrfamilienwohnhaus                            | Wohnhaus | 35144344 |                |
| Nahestraße 5 53° 30′ 57″ N, 8° 7′ 44″ O                       | Mehrfamilienwohnhaus                            | Wohnhaus | 35144319 |                |
| Lahnstraße 7 53° 30′ 56″ N, 8° 7′ 42″ O                       | Mehrfamilienwohnhaus                            | Wohnhaus | 35143199 |                |
| Lahnstraße 11 53° 30′ 58″ N, 8° 7′ 42″ O                      | Mehrfamilienwohnhaus                            | Wohnhaus | 35143224 |                |
| Lahnstraße 6 53° 30′ 56″ N, 8° 7′ 40″ O                       | Mehrfamilienwohnhaus                            | Wohnhaus | 35143172 |                |
| Weserstraße 28 53° 30′ 54″ N, 8° 7′ 45″ O                     | Mehrfamilienwohnhaus                            | Wohnhaus | 35145941 |                |
| Weserstraße 32 53° 30′ 55″ N, 8° 7′ 43″ O                     | Mehrfamilienwohnhaus                            | Wohnhaus | 35145966 | BW             |
| Weserstraße 33 53° 30′ 56″ N, 8° 7′ 34″ O                     | Mehrfamilienwohnhaus                            | Wohnhaus | 35145991 |                |
| Weserstraße 36 53° 30′ 55″ N, 8° 7′ 40″ O                     | Mehrfamilienwohnhaus                            | Wohnhaus | 35146019 | BW             |
| Weserstraße 53° 30′ 58″ N, 8° 7′ 22″ O                        | Marine-Garnisons-Lazarett, ehem.                | Baudenkmal-Gruppe                                                                                              | 35136157 | BW             |
| Weserstraße 43 53° 30′ 57″ N, 8° 7′ 27″ O                     | „Behördenhaus“ (Hafenamt)                       | Wohnhaus (Baudenkmal-Gruppe Marine-Garnisons-Lazarett, ehem.)                                                  | 35156893 |                |
| Weserstraße 45 53° 30′ 57″ N, 8° 7′ 23″ O                     | Marine-Garnisons-Lazarett (Bauamt)              | Verwaltungsgebäude (Baudenkmal-Gruppe Marine-Garnisons-Lazarett, ehem.)                                        | 35157063 |                |
| Weserstraße 47/45A 53° 30′ 58″ N, 8° 7′ 19″ O                 | Marine-Garnisons-Lazarett (BaFu)                | Lazarett (Baudenkmal-Gruppe Marine-Garnisons-Lazarett, ehem.)                                                  | 35156923 |                |
| Weserstraße 87–101 53° 31′ 0″ N, 8° 6′ 32″ O                  | Mehrfamilienwohnhaus                            | Wohnhaus (Wohnblock)                                                                                           | 35146071 |                |
| Weserstraße 116 53° 30′ 59″ N, 8° 6′ 39″ O                    | Mehrfamilienwohnhaus                            | Wohnhaus, Eckhaus zu Kurze Straße 9                                                                            | 35146096 |                |
| Weserstraße 118; Kurze Straße 12 53° 30′ 59″ N, 8° 6′ 37″ O   | Mehrfamilienwohnhaus                            | Wohnhaus; Eckhaus zu Kurze Straße 12                                                                           | 35143146 |                |
| Weserstraße 126 53° 30′ 59″ N, 8° 6′ 34″ O                    | Mehrfamilienwohnhaus                            | Wohnhaus | 35146149 |                |
| Weserstraße 128 53° 30′ 59″ N, 8° 6′ 32″ O                    | Mehrfamilienwohnhaus                            | Wohnhaus | 35146174 |                |
| Rheinstraße 11 53° 30′ 58″ N, 8° 8′ 7″ O                      | Mehrfamilienwohnhaus                            | Wohnhaus | 35144705 | BW             |
| Ahrstraße 11; Rheinstraße 14 53° 30′ 58″ N, 8° 8′ 4″ O        | Bavaria-Haus                                    | Wohn-/Geschäftshaus                                                                                            | 35144730 | Weitere Bilder |
| Rheinstraße 53° 30′ 58″ N, 8° 7′ 56″ O                        | Wohnhausgruppe Rheinstraße 26–48                | Baudenkmal-Gruppe                                                                                              | 35135577 | BW             |
| Rheinstraße 26 53° 30′ 58″ N, 8° 7′ 57″ O                     | Wohnhaus                                        | (Baudenkmal-Gruppe Wohnhausgruppe Rheinstraße 26–48)                                                           | 35152552 |                |
| Rheinstraße 28 53° 30′ 58″ N, 8° 7′ 57″ O                     | Wohnhaus                                        | (Baudenkmal-Gruppe Wohnhausgruppe Rheinstraße 26–48)                                                           | 35152577 |                |
| Rheinstraße 30 53° 30′ 58″ N, 8° 7′ 56″ O                     | Wohnhaus                                        | (Baudenkmal-Gruppe Wohnhausgruppe Rheinstraße 26–48)                                                           | 35152602 |                |
| Rheinstraße 32 53° 30′ 58″ N, 8° 7′ 56″ O                     | Wohnhaus                                        | (Baudenkmal-Gruppe Wohnhausgruppe Rheinstraße 26–48)                                                           | 35152627 |                |
| Rheinstraße 34 53° 30′ 58″ N, 8° 7′ 56″ O                     | Wohnhaus                                        | (Baudenkmal-Gruppe Wohnhausgruppe Rheinstraße 26–48)                                                           | 35152652 |                |
| Rheinstraße 36 53° 30′ 58″ N, 8° 7′ 55″ O                     | Wohnhaus                                        | (Baudenkmal-Gruppe Wohnhausgruppe Rheinstraße 26–48)                                                           | 35152677 |                |
| Ruhrstraße 2 53° 30′ 58″ N, 8° 7′ 55″ O                       | Wohnhaus                                        | (Baudenkmal-Gruppe Wohnhausgruppe Rheinstraße 26–48)                                                           | 35149376 | BW             |
| Rheinstraße 53° 30′ 59″ N, 8° 7′ 53″ O                        | Wohnhausgruppe Rheinstraße 39-41                | Baudenkmal-Gruppe                                                                                              | 35135594 | BW             |
| Rheinstraße 39 53° 30′ 59″ N, 8° 7′ 54″ O                     | Wohnhaus                                        | (Baudenkmal-Gruppe Wohnhausgruppe Rheinstraße 39-41)                                                           | 37070941 | BW             |
| Rheinstraße 41 53° 30′ 59″ N, 8° 7′ 53″ O                     | Wohnhaus                                        | (Baudenkmal-Gruppe Wohnhausgruppe Rheinstraße 39-41)                                                           | 35152730 |                |
| Rheinstraße 46 53° 30′ 58″ N, 8° 7′ 52″ O                     | Wohnhaus                                        | (Baudenkmal-Gruppe Wohnhausgruppe Rheinstraße 28-48)                                                           | 35152781 |                |
| Rheinstraße 48 53° 30′ 58″ N, 8° 7′ 51″ O                     | Wohn-/Geschäftshaus                             | (Baudenkmal-Gruppe Wohnhausgruppe Rheinstraße 28-48)                                                           | 35152807 | BW             |
| Rheinstraße 63 53° 31′ 2″ N, 8° 7′ 20″ O                      | Wohnhaus                                        | ehem. Post | 35144757 |                |
| Rheinstraße 65 53° 31′ 2″ N, 8° 7′ 19″ O                      | Logenhaus                                       | | 35144782 | Weitere Bilder |
| Rheinstraße 73 53° 31′ 2″ N, 8° 7′ 6″ O                       | Helene-Lange-Schule                             | Schule | 35144807 |                |
| Rheinstraße 91 53° 31′ 4″ N, 8° 6′ 49″ O                      | Alte Gewerbeschule                              | Schule | 35144878 |                |
| Allerstraße 1; Rheinstraße 90 -100 53° 30′ 59″ N, 8° 7′ 30″ O | Wohn/Geschäftshaus Allerstraße/Rheinstraße      | "Rotes Schloss": Gebäudekomplex mit mehreren Hausnummern                                                       | 35152948 |                |
| Rheinstraße 99; Deichstraße 22 53° 31′ 4″ N, 8° 6′ 45″ O      | Mehrfamilienwohnhaus                            | Wohnhaus | 35142288 |                |
| Rheinstraße 104 53° 31′ 0″ N, 8° 7′ 27″ O                     | Wohn-/Geschäftshaus                             | | 35144925 |                |
| Rheinstraße 112 53° 31′ 1″ N, 8° 7′ 2″ O                      | ehem. Stadtkrankenhaus                          | Schule an der Deichstraße, ehemaliges Krankenhaus                                                              | 35144972 |                |
| Rheinstraße 126 53° 31′ 2″ N, 8° 6′ 48″ O                     | Mehrfamilienwohnhaus                            | Wohnhaus | 35144999 |                |
| Deichstraße 14 53° 31′ 0″ N, 8° 6′ 45″ O                      | Mehrfamilienwohnhaus                            | Wohnhaus | 35142262 |                |
| Marienstraße 2 53° 31′ 1″ N, 8° 6′ 44″ O                      | Mehrfamilienwohnhaus                            | Wohnhaus | 35143401 |                |
| Marienstraße 14/16 53° 31′ 1″ N, 8° 6′ 36″ O                  | Mehrfamilienwohnhaus                            | Wohnhaus | 35143452 |                |
| Marienstraße/Rheinstraße 53° 31′ 3″ N, 8° 6′ 33″ O            | Straßenzug Marienstraße/Rheinstraße             | Baudenkmal-Gruppe: elf Doppelhäuser aus den Jahren 1875/1880                                                   | 35135401 | BW             |
| Marienstraße 24/26 53° 31′ 2″ N, 8° 6′ 32″ O                  | Doppelhaus                                      | Wohnhaus (Baudenkmal-Gruppe Marienstraße/Rheinstraße)                                                          | 35149534 |                |
| Marienstraße 28/30 53° 31′ 2″ N, 8° 6′ 31″ O                  | Doppelhaus                                      | Wohnhaus (Baudenkmal-Gruppe Marienstraße/Rheinstraße)                                                          | 35149638 |                |
| Marienstraße 17/19 53° 31′ 2″ N, 8° 6′ 35″ O                  | Doppelhaus                                      | Wohnhaus (Baudenkmal-Gruppe Marienstraße/Rheinstraße)                                                          | 35149430 |                |
| Marienstraße 21/23 53° 31′ 2″ N, 8° 6′ 34″ O                  | Doppelhaus                                      | Wohnhaus (Baudenkmal-Gruppe Marienstraße/Rheinstraße)                                                          | 35149482 |                |
| Marienstraße 25/27 53° 31′ 2″ N, 8° 6′ 33″ O                  | Doppelhaus                                      | Wohnhaus (Baudenkmal-Gruppe Marienstraße/Rheinstraße)                                                          | 35149560 |                |
| Marienstraße 29/31 53° 31′ 2″ N, 8° 6′ 31″ O                  | Doppelhaus                                      | Wohnhaus (Baudenkmal-Gruppe Marienstraße/Rheinstraße)                                                          | 35149664 |                |
| Rheinstraße 142 53° 31′ 3″ N, 8° 6′ 37″ O                     | Mehrfamilienwohnhaus                            | Wohnhaus | 35145024 |                |
| Rheinstraße 144/146 53° 31′ 3″ N, 8° 6′ 36″ O                 | Doppelhaus                                      | Wohnhaus (Baudenkmal-Gruppe Marienstraße/Rheinstraße)                                                          | 35149898 |                |
| Rheinstraße 148/150 53° 31′ 3″ N, 8° 6′ 35″ O                 | Doppelhaus                                      | Wohnhaus (Baudenkmal-Gruppe Marienstraße/Rheinstraße)                                                          | 35149976 |                |
| Rheinstraße 152/154 53° 31′ 4″ N, 8° 6′ 33″ O                 | Doppelhaus                                      | Wohnhaus (Baudenkmal-Gruppe Marienstraße/Rheinstraße)                                                          | 35150002 |                |
| Rheinstraße 156/158 53° 31′ 4″ N, 8° 6′ 32″ O                 | Doppelhaus                                      | Wohnhaus (Baudenkmal-Gruppe Marienstraße/Rheinstraße)                                                          | 35150054 |                |
| Rheinstraße 160/162 53° 31′ 4″ N, 8° 6′ 30″ O                 | Doppelhaus                                      | Wohnhaus (Baudenkmal-Gruppe Marienstraße/Rheinstraße)                                                          | 35150106 |                |
| Kasinostraße 2 53° 31′ 1″ N, 8° 8′ 19″ O                      | Mehrfamilienwohnhaus                            | Wohnhaus | 35142972 |                |
| Marienstraße/Rheinstraße 53° 31′ 1″ N, 8° 7′ 53″ O            | Wohnhausgruppe Ebertstraße/Mainstraße           | Baudenkmal-Gruppe                                                                                              | 35135668 |                |
| Ebertstraße 50 53° 31′ 2″ N, 8° 7′ 54″ O                      | Mehrfamilienwohnhaus                            | Wohnhaus (Baudenkmal-Gruppe Wohnhausgruppe Ebertstraße/Mainstraße)                                             | 35150743 |                |
| Ebertstraße 52 53° 31′ 2″ N, 8° 7′ 53″ O                      | Mehrfamilienwohnhaus                            | Wohnhaus (Baudenkmal-Gruppe Wohnhausgruppe Ebertstraße/Mainstraße)                                             | 35150770 |                |
| Mainstraße 2 53° 31′ 2″ N, 8° 7′ 52″ O                        | Mehrfamilienwohnhaus                            | Wohnhaus (Baudenkmal-Gruppe Wohnhausgruppe Ebertstraße/Mainstraße)                                             | 35152314 |                |
| Mainstraße 4 53° 31′ 1″ N, 8° 7′ 52″ O                        | Mehrfamilienwohnhaus                            | Wohnhaus (Baudenkmal-Gruppe Wohnhausgruppe Ebertstraße/Mainstraße)                                             | 35152341 |                |
| Rheinstraße/Ebertstraße 53° 31′ 1″ N, 8° 7′ 36″ O             | Torpedokaserne, Rheinstraße/Ebertstraße         | Baudenkmal-Gruppe                                                                                              | 35136143 | BW             |
| Ebertstraße 56 53° 31′ 1″ N, 8° 7′ 49″ O                      | Torpedokaserne                                  | Turnhalle (Baudenkmal-Gruppe Torpedokaserne, Rheinstraße/Ebertstraße)                                          | 35156031 |                |
| Ebertstraße 58 A 53° 31′ 2″ N, 8° 7′ 48″ O                    | Torpedokaserne                                  | Kasernengebäude (Baudenkmal-Gruppe Torpedokaserne, Rheinstraße/Ebertstraße)                                    | 35156059 |                |
| Ebertstraße 58 53° 31′ 2″ N, 8° 7′ 42″ O                      | Torpedokaserne                                  | Kasernengebäude (Baudenkmal-Gruppe Torpedokaserne, Rheinstraße/Ebertstraße)                                    | 35156087 |                |
| Ebertstraße 60 A 53° 31′ 2″ N, 8° 7′ 40″ O                    | Torpedokaserne                                  | Kasernengebäude (Baudenkmal-Gruppe Torpedokaserne, Rheinstraße/Ebertstraße)                                    | 35155441 |                |
| Ebertstraße 68/74 53° 31′ 2″ N, 8° 7′ 34″ O                   | Torpedokaserne (Standortverwaltung)             | Kasernengebäude (Baudenkmal-Gruppe Torpedokaserne, Rheinstraße/Ebertstraße)                                    | 35156165 |                |
| Ebertstraße 68/74 53° 31′ 3″ N, 8° 7′ 30″ O                   | Torpedokaserne (Standortverwaltung)             | Kasernengebäude (Baudenkmal-Gruppe Torpedokaserne, Rheinstraße/Ebertstraße)                                    | 35156165 |                |
| Ebertstraße 80 53° 31′ 3″ N, 8° 7′ 25″ O                      | Torpedokaserne (Polizeidirektion)               | Kasernengebäude (Baudenkmal-Gruppe Torpedokaserne, Rheinstraße/Ebertstraße)                                    | 35156194 |                |
| Rheinstraße 47 53° 31′ 0″ N, 8° 7′ 48″ O                      | Torpedokaserne                                  | Kasernengebäude (Baudenkmal-Gruppe Torpedokaserne, Rheinstraße/Ebertstraße)                                    | 35156003 |                |
| Rheinstraße 49 53° 31′ 1″ N, 8° 7′ 45″ O                      | Torpedokaserne                                  | Kasernengebäude (Baudenkmal-Gruppe Torpedokaserne, Rheinstraße/Ebertstraße)                                    | 35155947 | BW             |
| Rheinstraße 53 53° 31′ 2″ N, 8° 7′ 30″ O                      | Torpedokaserne (Standortverwaltung)             | Kasernengebäude (Baudenkmal-Gruppe Torpedokaserne, Rheinstraße/Ebertstraße)                                    | 35155888 |                |
| Rheinstraße 55 B 53° 31′ 0″ N, 8° 7′ 41″ O                    | Torpedokaserne                                  | Bunker (Bauwerk) (Baudenkmal-Gruppe Torpedokaserne, Rheinstraße/Ebertstraße)                                   | 35155975 | Weitere Bilder |
| Rheinstraße 55 A 53° 31′ 1″ N, 8° 7′ 27″ O                    | Torpedokaserne                                  | Bunker (Bauwerk) (Baudenkmal-Gruppe Torpedokaserne, Rheinstraße/Ebertstraße)                                   | 35155917 |                |
| Rheinstraße/Gökerstraße 53° 31′ 1″ N, 8° 7′ 26″ O             | Alter Rathausplatz-Brunnen                      | Brunnen (Baudenkmal-Gruppe Torpedokaserne, Rheinstraße/Ebertstraße)                                            | 35155681 | Weitere Bilder |
| Ebertstraße 86/88 53° 31′ 4″ N, 8° 7′ 20″ O                   | Mehrfamilienwohnhaus                            | Wohnhaus | 35142336 |                |
| Ebertstraße 96 53° 31′ 4″ N, 8° 7′ 8″ O                       | Kaiser-Wilhelm-Gymnasium                        | Schule | 35142364 |                |
| Ebertstraße 124 53° 31′ 6″ N, 8° 6′ 44″ O                     | Mehrfamilienwohnhaus                            | Wohnhaus | 35142411 |                |
| Am Kirchplatz 53° 31′ 3″ N, 8° 7′ 14″ O                       | Bebauung Garnisonskirche                        | Baudenkmal-Gruppe, besteht aus Kirche und Pfarrhaus                                                            | 42516387 | Weitere Bilder |
| Am Kirchplatz 2 53° 31′ 3″ N, 8° 7′ 16″ O                     | Christus-/Garnisonskirche, ev.-luth             | Kirche (Bauwerk) (Baudenkmal-Gruppe Christus-/Garnisonskirche)                                                 | 35141296 | Weitere Bilder |
| Am Kirchplatz 3/5 53° 31′ 3″ N, 8° 7′ 12″ O                   | Pfarrhaus der Christus-/Garnisonskirche         | Pfarrhaus (Baudenkmal-Gruppe Christus-/Garnisonskirche)                                                        | 37071397 | Weitere Bilder |
| Marktstraße 26 53° 31′ 10″ N, 8° 7′ 4″ O                      | Warenhaus Karstadt                              | Warenhaus | 35143502 |                |
| Marktstraße 92 53° 31′ 12″ N, 8° 6′ 30″ O                     | Wohn-/Geschäftshaus                             | | 35143527 |                |
| Börsenstraße 53° 31′ 13″ N, 8° 7′ 6″ O                        | Wohnhausgruppe Börsenstraße 1–8                 | Baudenkmal-Gruppe                                                                                              | 35135809 |                |
| Börsenstraße 1; Virchowstraße 34 53° 31′ 14″ N, 8° 7′ 6″ O    | Oldenburgische Landesbank                       | Bank (Geldinstitut) (Baudenkmal-Gruppe Wohnhausgruppe Börsenstraße 1–8)                                        | 35153854 |                |
| Börsenstraße 2 53° 31′ 13″ N, 8° 7′ 5″ O                      | Wohnhaus                                        | (Baudenkmal-Gruppe Wohnhausgruppe Börsenstraße 1–8)                                                            | 35153884 |                |
| Börsenstraße 4 53° 31′ 13″ N, 8° 7′ 5″ O                      | Wohnhaus                                        | Doppelhaus (Baudenkmal-Gruppe Wohnhausgruppe Börsenstraße 1–8)                                                 | 35153913 |                |
| Börsenstraße 5 53° 31′ 14″ N, 8° 7′ 4″ O                      | Wohnhaus                                        | (Baudenkmal-Gruppe Wohnhausgruppe Börsenstraße 1–8)                                                            | 35153944 |                |
| Börsenstraße 6 53° 31′ 13″ N, 8° 7′ 4″ O                      | Wohnhaus                                        | Doppelhaus (Baudenkmal-Gruppe Wohnhausgruppe Börsenstraße 1–8)                                                 | 35153913 |                |
| Börsenstraße 7 53° 31′ 14″ N, 8° 7′ 3″ O                      | Wohnhaus                                        | (Baudenkmal-Gruppe Wohnhausgruppe Börsenstraße 1–8)                                                            | 35153527 |                |
| Virchowstraße 32 53° 31′ 12″ N, 8° 7′ 6″ O                    | Wohn-/Geschäftshaus                             | (Baudenkmal-Gruppe Wohnhausgruppe Börsenstraße 1–8)                                                            | 35154275 |                |
| Börsenstraße/Parkstraße 53° 31′ 14″ N, 8° 7′ 1″ O             | Gedenkstätte ehem. Synagoge                     | Gedenkstätte                                                                                                   | 35142039 | Weitere Bilder |
| Mozart-/Börsenstraße 53° 31′ 16″ N, 8° 6′ 51″ O               | Börsenplatz                                     | Baudenkmal-Gruppe, besteht aus 8 Gebäuden: Börsenstr. 35, 48/50, 45, 47/49 sowie Mozartstraße 8, 10, 12 und 14 | 35136076 |                |
| Börsenstraße 35 53° 31′ 15″ N, 8° 6′ 50″ O                    | ehem. Brauhaus                                  | Wohnhaus (Baudenkmal-Gruppe Börsenplatz)                                                                       | 35155354 |                |
| Mozartstraße 8 53° 31′ 15″ N, 8° 6′ 51″ O                     | Mehrfamilienwohnhaus                            | Wohnhaus (Baudenkmal-Gruppe Börsenplatz)                                                                       | 35155532 |                |
| Mozartstraße 10 53° 31′ 15″ N, 8° 6′ 51″ O                    | Mehrfamilienwohnhaus                            | Wohnhaus (Baudenkmal-Gruppe Börsenplatz)                                                                       | 35155561 |                |
| Mozartstraße 12 53° 31′ 16″ N, 8° 6′ 51″ O                    | Mehrfamilienwohnhaus                            | Wohnhaus (Baudenkmal-Gruppe Börsenplatz)                                                                       | 35155590 |                |
| Mozartstraße 14 53° 31′ 16″ N, 8° 6′ 51″ O                    | Mehrfamilienwohnhaus                            | Wohnhaus (Baudenkmal-Gruppe Börsenplatz)                                                                       | 35155619 |                |
| Börsenstraße 45 53° 31′ 16″ N, 8° 6′ 44″ O                    | Wohn-/Geschäftshaus                             | Wohnhaus (Baudenkmal-Gruppe Börsenplatz)                                                                       | 35155383 |                |
| Börsenstraße 47/49 53° 31′ 15″ N, 8° 6′ 43″ O                 | Wohn-/Geschäftshaus                             | Wohnhaus (Baudenkmal-Gruppe Börsenplatz)                                                                       | 35155413 |                |
| Börsenstraße 48/50 53° 31′ 14″ N, 8° 6′ 43″ O                 | Mehrfamilienwohnhaus                            | Wohnhaus | 35141789 |                |
| Börsenstraße 66 53° 31′ 15″ N, 8° 6′ 33″ O                    | Mehrfamilienwohnhaus                            | Wohnhaus | 35141814 | BW             |
| Theilenstraße 10 53° 31′ 17″ N, 8° 6′ 32″ O                   | Mehrfamilienwohnhaus                            | Wohnhaus | 35145412 |                |
| Theilenstraße 14 53° 31′ 17″ N, 8° 6′ 31″ O                   | Mehrfamilienwohnhaus                            | Wohnhaus | 35145437 |                |
| Peterstraße 46 53° 31′ 18″ N, 8° 6′ 49″ O                     | ehem. Tapkengebäude                             | Lagergebäude                                                                                                   | 35144574 | BW             |
| Peterstraße/Gerichtsstraße 53° 31′ 20″ N, 8° 6′ 35″ O         | Peterstr. 53 u. 57 / Gerichtsstr. 12            | Baudenkmal-Gruppe                                                                                              | 35136188 | BW             |
| Gerichtsstraße 12 53° 31′ 21″ N, 8° 6′ 36″ O                  | Justizvollzugsanstalt (U-haft)                  | Gefängnis (Baukomplex) (Baudenkmal-Gruppe Peterstraße/Gerichtsstraße)                                          | 35156957 | BW             |
| Gerichtsstraße 12 53° 31′ 21″ N, 8° 6′ 36″ O                  | Justizvollzugsanstalt (U-haft)                  | Amtsrichterwohnhaus (Baudenkmal-Gruppe Peterstraße/Gerichtsstraße)                                             | 35157770 | BW             |
| Peterstraße 53 53° 31′ 20″ N, 8° 6′ 36″ O                     | Katasteramt                                     | Amtsgericht (Baudenkmal-Gruppe Peterstraße/Gerichtsstraße)                                                     | 35157010 | BW             |
| Peterstraße 57 53° 31′ 20″ N, 8° 6′ 32″ O                     | Schulamt (ehem. Justizvollzugsanst.)            | Wohnhaus (Baudenkmal-Gruppe Peterstraße/Gerichtsstraße)                                                        | 35157037 | BW             |
| Peterstraße 53° 31′ 20″ N, 8° 6′ 31″ O                        | Wohnhausgruppe Peterstr. 70–78                  | Baudenkmal-Gruppe                                                                                              | 35135302 | BW             |
| Peterstraße 59 53° 31′ 20″ N, 8° 6′ 31″ O                     | Mehrfamilienhaus                                | Wohnhaus (Baudenkmal-Gruppe Wohnhausgruppe Peterstr. 70–78)                                                    | 35156957 | BW             |
| Peterstraße 61 53° 31′ 20″ N, 8° 6′ 30″ O                     | Mehrfamilienhaus                                | Wohnhaus (Baudenkmal-Gruppe Wohnhausgruppe Peterstr. 70–78)                                                    | 35148504 | BW             |
| Peterstraße 70 53° 31′ 19″ N, 8° 6′ 33″ O                     | Mehrfamilienhaus                                | Wohnhaus (Baudenkmal-Gruppe Wohnhausgruppe Peterstr. 70–78)                                                    | 35148532 | BW             |
| Peterstraße 72 53° 31′ 19″ N, 8° 6′ 32″ O                     | Mehrfamilienhaus                                | Wohnhaus (Baudenkmal-Gruppe Wohnhausgruppe Peterstr. 70–78)                                                    | 35148558 | BW             |
| Peterstraße 74 53° 31′ 19″ N, 8° 6′ 31″ O                     | Mehrfamilienhaus                                | Wohnhaus (Baudenkmal-Gruppe Wohnhausgruppe Peterstr. 70–78)                                                    | 35148584 | BW             |
| Peterstraße 76 53° 31′ 19″ N, 8° 6′ 30″ O                     | Mehrfamilienhaus                                | Wohnhaus (Baudenkmal-Gruppe Wohnhausgruppe Peterstr. 70–78)                                                    | 35148610 |                |
| Peterstraße 78 53° 31′ 19″ N, 8° 6′ 29″ O                     | Mehrfamilienhaus                                | Wohnhaus (Baudenkmal-Gruppe Wohnhausgruppe Peterstr. 70–78)                                                    | 35148636 | BW             |
| Bremer Straße 86 53° 31′ 26″ N, 8° 6′ 35″ O                   | Franziskusschule                                | Schule | 35142089 | BW             |
| Arngaststraße 4 53° 31′ 31″ N, 8° 6′ 32″ O                    | Mehrfamilienhaus                                | Wohnhaus | 35141421 |                |
| Mitscherlichstraße 20 53° 31′ 25″ N, 8° 6′ 28″ O              | Mehrfamilienhaus                                | Wohnhaus | 35143849 | BW             |
| Mitscherlichstraße 46 53° 31′ 33″ N, 8° 6′ 29″ O              | Mehrfamilienhaus                                | Wohnhaus | 35143823 | BW             |
| Mitscherlichstraße 50 53° 31′ 35″ N, 8° 6′ 30″ O              | Mehrfamilienhaus                                | Wohnhaus | 35143874 | BW             |
| Rüstringer Straße 19 53° 31′ 34″ N, 8° 6′ 28″ O               | Mehrfamilienhaus                                | Wohnhaus | 35145090 | BW             |
| Rüstringer Straße 28 53° 31′ 33″ N, 8° 6′ 29″ O               | Mehrfamilienhaus                                | Wohnhaus | 35145115 | BW             |
| Rathausplatz 53° 31′ 35″ N, 8° 6′ 35″ O                       | Rathaus mit Grünanlage                          | Baudenkmal-Gruppe, besteht aus Rathaus und Grünanlage                                                          | 35135949 | Weitere Bilder |
| Rathausplatz 1 53° 31′ 35″ N, 8° 6′ 35″ O                     | Rathaus Wilhelmshaven, ehem. Rüstringer Rathaus | Rathaus (Baudenkmal-Gruppe Rathaus)                                                                            | 35155024 | Weitere Bilder |
| Rathausplatz 1 53° 31′ 34″ N, 8° 6′ 35″ O                     | Rathausplatz                                    | Grünanlage (Baudenkmal-Gruppe Rathaus)                                                                         | 35155058 | BW             |
| Kieler Straße 53° 31′ 32″ N, 8° 6′ 48″ O                      | Wohnhausgruppe Kieler Str. 58/60                | Baudenkmal-Gruppe                                                                                              | 35135235 | BW             |
| Kieler Straße 58 53° 31′ 32″ N, 8° 6′ 48″ O                   | Mehrfamilienhaus                                | Wohnhaus (Baudenkmal-Gruppe Wohnhausgruppe Kieler Str. 58/60)                                                  | 35148338 | BW             |
| Kieler Straße 60 53° 31′ 32″ N, 8° 6′ 48″ O                   | Mehrfamilienhaus                                | Wohnhaus (Baudenkmal-Gruppe Wohnhausgruppe Kieler Str. 58/60)                                                  | 35148367 | BW             |
| Kieler Straße 53° 31′ 38″ N, 8° 6′ 50″ O                      | Verwaltungsgebäude Paul-Hug-Straße              | Baudenkmal-Gruppe                                                                                              | 35136093 | BW             |
| Kieler Straße 74 53° 31′ 37″ N, 8° 6′ 50″ O                   | Haus des Handwerks                              | Verwaltungsgebäude (Baudenkmal-Gruppe Verwaltungsgebäude Paul-Hug-Straße)                                      | 35148338 |                |
| Paul-Hug-Straße 5–7 53° 31′ 38″ N, 8° 6′ 48″ O                | LVA                                             | Verwaltungsgebäude (Baudenkmal-Gruppe Verwaltungsgebäude Paul-Hug-Straße)                                      | 35155648 | BW             |
| Mozartstraße 37-47 53° 31′ 32″ N, 8° 6′ 55″ O                 | Wohnhausgruppe Mozartstraße                     | Baudenkmal-Gruppe, besteht aus der Allee, den Häusern 37,39,41,43,45,47 sowie dem Vorgarten der Häuser.        | 35136126 | BW             |
| Mozartstraße 53° 31′ 28″ N, 8° 6′ 54″ O                       | Reitallee                                       | (Baudenkmal-Gruppe Wohnhausgruppe Mozartstraße)                                                                | 35155226 |                |
| Mozartstraße 37 53° 31′ 31″ N, 8° 6′ 56″ O                    | Wohnhaus                                        | (Baudenkmal-Gruppe Wohnhausgruppe Mozartstraße)                                                                | 35155714 |                |
| Mozartstraße 39 53° 31′ 31″ N, 8° 6′ 56″ O                    | Wohnhaus                                        | (Baudenkmal-Gruppe Wohnhausgruppe Mozartstraße)                                                                | 35155743 |                |
| Mozartstraße 41 53° 31′ 32″ N, 8° 6′ 57″ O                    | Wohnhaus                                        | (Baudenkmal-Gruppe Wohnhausgruppe Mozartstraße)                                                                | 35155772 |                |
| Mozartstraße 43 53° 31′ 33″ N, 8° 6′ 56″ O                    | Wohnhaus                                        | (Baudenkmal-Gruppe Wohnhausgruppe Mozartstraße)                                                                | 35155801 |                |
| Mozartstraße 45 53° 31′ 33″ N, 8° 6′ 57″ O                    | Wohnhaus                                        | (Baudenkmal-Gruppe Wohnhausgruppe Mozartstraße)                                                                | 35155830 |                |
| Mozartstraße 47 53° 31′ 34″ N, 8° 6′ 56″ O                    | Wohnhaus                                        | (Baudenkmal-Gruppe Wohnhausgruppe Mozartstraße)                                                                | 35155859 |                |
| Mozartstraße 37-47 53° 31′ 34″ N, 8° 6′ 57″ O                 | Vorgarten                                       | (Baudenkmal-Gruppe Wohnhausgruppe Mozartstraße)                                                                | 51652215 |                |
| Bremer Straße 53-55 53° 31′ 29″ N, 8° 6′ 55″ O                | St.Willehad, Kirche und Pfarrhaus               | Kirche (Bauwerk)                                                                                               | 35142062 | Weitere Bilder |
| Bismarck- /Bremer - /Mozartstraße 53° 31′ 33″ N, 8° 7′ 12″ O  | Kurpark/Stadtpark                               | Park | 35154789 | Weitere Bilder |
| Bismarckstraße/Kurpark 53° 31′ 36″ N, 8° 7′ 15″ O             | Wasserturm                                      | 1910/11 als Rundturm in Ziegelbauweise errichtet                                                               | 35141668 |                |
| Gökerstraße 46 53° 31′ 34″ N, 8° 7′ 30″ O                     | Bunker (Bauwerk)                                | | 35146979 |                |
| Adalbert- / Markt- /Viktoriastraße 53° 31′ 17″ N, 8° 7′ 18″ O | Adalbertstraße (Bebauung und Platzanlage)       | Baudenkmal-Gruppe. Besteht aus der Grünanlage und den Gebäuden Adalbertstraße 2, 3, 4 und 20.                  | 35135779 |                |
| Adalbert- / Markt- /Viktoriastraße 53° 31′ 17″ N, 8° 7′ 18″ O | Adalbertplatz                                   | Grünanlage (Baudenkmal-Gruppe Adalbertstraße)                                                                  | 35154758 | Weitere Bilder |
| Adalbertstraße 3 53° 31′ 13″ N, 8° 7′ 20″ O                   | Wohnhaus                                        | (Baudenkmal-Gruppe Adalbertstraße)                                                                             | 35141217 |                |
| Adalbertstraße 2 53° 31′ 12″ N, 8° 7′ 16″ O                   | Wohnhaus                                        | (Baudenkmal-Gruppe Adalbertstraße)                                                                             | 35153764 |                |
| Adalbertstraße 4 53° 31′ 13″ N, 8° 7′ 16″ O                   | Wohnhaus                                        | (Baudenkmal-Gruppe Adalbertstraße)                                                                             | 35153794 |                |
| Adalbertstraße 20 53° 31′ 16″ N, 8° 7′ 16″ O                  | Offiziersheim                                   | (Baudenkmal-Gruppe Adalbertstraße)                                                                             | 35153824 |                |
| Adalbertstraße 28 53° 31′ 20″ N, 8° 7′ 17″ O                  | Kunsthalle Wilhelmshaven                        | Mehrflügeliger, eingeschossiger Ziegelbau                                                                      | 37071372 | Weitere Bilder |
| Peterstraße 53° 31′ 18″ N, 8° 7′ 15″ O                        | Gedenkstätte Seebataillonsdenkmal               | Auf gemauertem Granitsockel stehender Granitblock mit Bronzeadler                                              | 35144505 | Weitere Bilder |
| Peterstraße 24 53° 31′ 17″ N, 8° 7′ 11″ O                     | Verwaltungsgebäude                              | ehem. Verwaltungsgebäude der Oldenburgischen Landesbank                                                        | 35144527 |                |
| Virchowstraße / Marktstraße 53° 31′ 14″ N, 8° 7′ 9″ O         | ehem. Polizeiverwaltung und Amtsgericht         | Baudenkmal-Gruppe, besteht aus Virchowstr. 15, Virchowstr. 17 und Marktstraße 15/17                            | 35135701 |                |
| Virchowstraße 15 53° 31′ 13″ N, 8° 7′ 9″ O                    | Wohnhaus                                        | (Baudenkmal-Gruppe Polizeiverwaltung und Amtsgericht)                                                          | 35154218 |                |
| Virchowstraße 17 53° 31′ 14″ N, 8° 7′ 9″ O                    | Robert-Koch-Haus                                | Verwaltungsgebäude (Baudenkmal-Gruppe Polizeiverwaltung und Amtsgericht)                                       | 35154245 | Weitere Bilder |
| Marktstraße 15/17 53° 31′ 13″ N, 8° 7′ 11″ O                  | Amtsgericht                                     | (Baudenkmal-Gruppe Polizeiverwaltung und Amtsgericht)                                                          | 35155503 | Weitere Bilder |
| Virchowstraße 56 53° 31′ 25″ N, 8° 7′ 9″ O                    | Mehrfamilienhaus                                | Wohnhaus | 35145633 | BW             |
| Ebert- /Markt- /Gökerstraße 53° 31′ 8″ N, 8° 7′ 16″ O         | Friedrich-Wilhelm-Platz                         | Baudenkmal-Gruppe, besteht aus Grünanlage, Denkmal, Gezeitenanzeiger und Kandelaber.                           | 35135913 | Weitere Bilder |
| Ebert- /Markt- /Gökerstraße 53° 31′ 8″ N, 8° 7′ 16″ O         | Friedrich-Wilhelm-Platz                         | Grünanlage (Baudenkmal-Gruppe Friedrich-Wilhelm-Platz)                                                         | 35154818 | Weitere Bilder |
| Ebert- /Markt- /Gökerstraße 53° 31′ 6″ N, 8° 7′ 16″ O         | Kandelaber                                      | (Baudenkmal-Gruppe Friedrich-Wilhelm-Platz)                                                                    | 44330889 |                |
| Ebertstraße 53° 31′ 5″ N, 8° 7′ 16″ O                         | Denkmal                                         | Kaiser-Wilhelm-Denkmal (Baudenkmal-Gruppe Friedrich-Wilhelm-Platz)                                             | 35154873 | Weitere Bilder |
| Ebertstraße 53° 31′ 5″ N, 8° 7′ 24″ O                         | Gezeitenanzeiger                                | (Baudenkmal-Gruppe Friedrich-Wilhelm-Platz)                                                                    | 35154847 | Weitere Bilder |

## Ehemalige Baudenkmale
Ehemalige Baudenkmale im Stadtteil Innenstadt.

| Lage                                      | Bezeichnung              | Beschreibung      | ID       | Bild |
| ----------------------------------------- | ------------------------ | ----------------- | -------- | ---- |
| 53° 31′ 23″ N, 8° 7′ 19″ O                | Grünsystem Wilhelmshaven | Baudenkmal-Gruppe | 35135861 |      |
| Weserstraße 21 53° 30′ 56″ N, 8° 7′ 43″ O | Mehrfamilienwohnhaus     | Wohnhaus          | 35149403 | BW   |